# Winston Churchill (écrivain)
Winston Churchill, né le 10 novembre 1871 à Saint-Louis (Missouri, États-Unis) et mort le 12 mars 1947 à Winter Park (Floride, États-Unis) est un écrivain américain du XIXe siècle et du XXe siècle. Sa célébrité est souvent occultée par celle de son homonyme, l'homme d'État britannique.

## Biographie

### Jeunesse et formation
Churchill naît à Saint-Louis (Missouri). Il est le fils d'Edward Spalding Churchill et d'Emma Bell Blaine. Il étudie à Smith Academy dans le Missouri puis à l'Académie navale d'Annapolis, d'où il sort diplômé en 1894. Il brille dans ses études et dans ses activités extra-scolaires. Il pratique l'escrime et l'aviron, dont il est le capitaine de l'équipage pendant deux ans. Après ses études, il devient rédacteur en chef de l'Army and Navy Journal. Il en démissionne pour poursuivre une carrière d'écrivain. En 1895, il devient rédacteur en chef du Cosmopolitan, mais il se retire moins d'un an après pour consacrer plus de temps à l'écriture.

### Carrière
Son premier roman à paraître sous forme de livre a été The Celebrity (1898). Cependant, le feuilleton Mr. Keegan's Elopement (en) est publié en 1896, et est réédité sous la forme d'un livre relié en 1903. Son roman suivant Richard Carvel (en) (1899) est un immense succès et se vend à près de deux millions d'exemplaires, le rendant riche. Ses deux romans suivants, The Crisis (en) (1901) et The Crossing (1904), connaissent également le succès.
Churchill commence par écrire des romans historiques, avant de les camper dans son Amérique contemporaine. Il a souvent cherché à inclure ses idées politiques dans ses romans.
En 1898, une maison conçue par Charles Platt pour Churchill est construite à Cornish dans le New Hampshire. En 1899, Churchill y emménage et la nomme Harlakenden House. Il s'implique dans le Cornish Art Colony et s'engage en politique. Il est élu à la législature de son état en 1903 et en 1905. En 1906, il échoue être élu candidat républicain pour les élections comme gouverneur du New Hampshire. En 1912, il est choisi comme candidat progressiste pour l'élection au poste de gouverneur, qu'il perd. Il arrête ensuite de briguer des mandats politiques. En 1917, il assiste aux batailles de la Première Guerre mondiale, et écrit à propos de ce qu'il a vu, écrivant sa première œuvre qui ne soit pas de la fiction.
Il se met à l'aquarelle et devient connu pour ses paysages. Certaines de ses œuvres figurent dans les collections du Hood Museum of Art (appartenant au Hopkins Center for the Arts au Dartmouth College) à Hanover, et du Saint-Gaudens National Historical Park à Cornish.
En 1919, Churchill arrête l'écriture et se retire de la vie publique. Il est progressivement oublié. En 1940, il publie The Uncharted Way, son premier livre depuis vingt ans, qui traite de ses opinions sur la religion. Il n'en fait pas la promotion, et son livre reçoit peu d'attention de la part du public. Peu avant sa mort, Churchill affirme « Il m'est maintenant très difficile de me considérer comme un romancier, tant tout ceci semble appartenir à une autre vie ».

### Mort
Sa femme avec qui il a trois enfants meurt en 1945. Winston Churchill meurt à Winter Park, Florida en 1947 d'une crise cardiaque. Parmi ses enfants figure Creighton Churchill, écrivain,.

## Œuvre

### Romans
- Mr. Keegan's Elopement (feuilleton, 1896)
- The Celebrity (1898)
- Richard Carvel (1899)
- The Crisis (1901)
- Mr. Keegan's Elopement (en) (livre, 1903)
- The Crossing  (1904)
- Coniston (1906)
- Mr. Crewe's Career (1908)
- A Modern Chronicle (1910)
- The Inside of the Cup (1913)
- A Far Country (1915)
- The Dwelling-Place of Light (1917)

### Autres
- Richard Carvel ; pièce produite à Broadway (1900–1901)
- The Crisis ; pièce produite à Broadway(1902)
- The Crossing ; pièce produite à Broadway (1906)
- The Title Mart; pièce produite à Broadway (1906)
- A Traveller In War-Time (en) (1918)
- Dr Jonathan; A play in three acts (1919)
- The Uncharted Way (1940)

## Adaptations au cinéma
- The Inside of the Cup a été adapté par Albert Capellani en 1921 sous le titre Les Rapaces